# ألبرتو بيسيرا
ألبرتو بيسيرا (بالإسبانية: Alberto Becerra)‏ (31 يناير 1979 بمدينة مكسيكو في المكسيك - ) هو لاعب كرة قدم مكسيكي في مركز حراسة المرمى. لعب مع نادي أمريكا ونادي بويبلا.

## وصلات خارجية
- ألبرتو بيسيرا على موقع قاعدة بيانات كرة القدم.إي يو (الإنجليزية)